# Kurixalus eiffingeri
Kurixalus eiffingeri är en groddjursart som först beskrevs av Oskar Boettger 1895.  Kurixalus eiffingeri ingår i släktet Kurixalus och familjen trädgrodor. IUCN kategoriserar arten globalt som livskraftig. Inga underarter finns listade i Catalogue of Life.